# Tepechitlán
Tepechitlán är en kommunhuvudort i Mexiko.   Den ligger i kommunen Tepechitlán och delstaten Zacatecas, i den centrala delen av landet, 500 km nordväst om huvudstaden Mexico City. Tepechitlán ligger 1 719 meter över havet och antalet invånare är 4 419.
Terrängen runt Tepechitlán är platt åt nordväst, men åt sydost är den kuperad. Tepechitlán ligger nere i en dal. Runt Tepechitlán är det ganska glesbefolkat, med 31 invånare per kvadratkilometer. Närmaste större samhälle är Tlaltenango de Sánchez Román, 12,6 km norr om Tepechitlán. I omgivningarna runt Tepechitlán växer huvudsakligen savannskog.